# Lygniodes endochrysa
Lygniodes endochrysa är en fjärilsart som beskrevs av Louis Beethoven Prout 1919. Lygniodes endochrysa ingår i släktet Lygniodes och familjen nattflyn. Inga underarter finns listade i Catalogue of Life.